# Tsuta Hayate
Tsuta Hayate (sinh ngày 7 tháng 6 năm 1995) là một cầu thủ bóng đá người Nhật Bản.

## Sự nghiệp câu lạc bộ
Tsuta Hayate hiện đang chơi cho Thespakusatsu Gunma.